# Семі Кунатані
Семі Кунатані (фідж. Semi Kunatani, нар. 27 жовтня 1990) — фіджійський регбіст, олімпійський чемпіон 2016 року.

## Виступи на Олімпіадах
| Олімпіада           | Дисципліна | Місце |
| ------------------- | ---------- | ----- |
| Ріо-де-Жанейро 2016 | регбі-7    | 1     |

## Зовнішні посилання
- Семі Кунатані — олімпійська статистика на сайті Sports-Reference.com (англ.) (архівна версія)